# 沙伊坦卡
47°39′17″N 30°12′18″E / 47.65472°N 30.20500°E
沙伊坦卡（烏克蘭語：Шайтанка）是位於烏克蘭西南部的村莊，由敖德萨州波季利斯克区的柳巴希夫卡市鎮負責管轄。該村始建於1798年，面積1.39平方公里，海拔高度52米，2001年人口340，人口密度每平方公里244.43人。